# Shijimiaeoides
Shijimiaeoides is een geslacht van vlinders van de familie Lycaenidae.

## Soorten
- S. divina (Fixsen, 1887)
- S. lanty (Oberthür, 1886)